# Mieczysław Tomkowski
Mieczysław Tomkowski (ur. 10 sierpnia 1926 w Mircu, zm. 27 stycznia 2001 w Słupsku) – polski żołnierz, milicjant, mechanik i działacz partyjny, poseł na Sejm PRL IV i V kadencji.

## Życiorys
Syn Jana i Anny. Od 1940 był żołnierzem Batalionów Chłopskich, gdzie nosił pseudonimy „Wicher” i „Strzała”. W latach 1942–1945 był łącznikiem, a potem dowódcą plutonu w zgrupowaniu partyzanckim Jana Sońty „Ośki” na Kielecczyźnie. W 1945 przyjęto go do Batalionu Zapasowego Milicji Obywatelskiej w Ostrowcu Świętokrzyskim i skierowano do Komendy Głównej MO w Warszawie. W tym samym roku podjął także służbę w kompanii operacyjnej Komendy Wojewódzkiej MO w Olsztynie, w Komendzie Powiatowej MO w Gierdawach oraz w KP MO w Lidzbarku Warmińskim, gdzie otrzymał stopień starszego sierżanta i był dowódcą drużyny, a po roku został zwolniony jako „niepewny politycznie” w związku z przynależnością do BCh. Uzyskał wykształcenie średnie niepełne, z zawodu został mechanikiem. Od 1953 był kierownikiem warsztatów samochodowych w państwowym gospodarstwie rolnym w Biesowicach. W 1954 objął funkcję sekretarza Podstawowej Organizacji Partyjnej, a potem został członkiem plenum Komitetu Powiatowego Polskiej Zjednoczonej Partii Robotniczej w Miastku. Od 1961 zasiadał w plenum Komitetu Wojewódzkiego PZPR. Był też delegatem na IV Zjazd partii, a także radnym Wojewódzkiej Rady Narodowej. W 1965 i 1969 uzyskiwał mandat posła na Sejm PRL w okręgu Szczecinek, przez dwie kadencje zasiadając w Komisji Rolnictwa i Przemysłu Spożywczego.

## Odznaczenia
- Złoty Krzyż Zasługi
- Odznaka 1000-lecia Państwa Polskiego (1966)[1]